# Oldeania
Oldeania is een geslacht uit de grassenfamilie (Poaceae). De soorten komen voor in Afrika, van Ethiopië tot in Zambia en op het eiland Madagaskar.

## Soorten
- Oldeania alpina (K.Schum.) Stapleton
- Oldeania humbertii ((A.Camus) D.Z.Li, Y.X.Zhang & Haev.
- Oldeania ibityensis ((A.Camus) D.Z.Li, Y.X.Zhang & Haev.
- Oldeania itremoensis (D.Z.Li, Y.X.Zhang & Haev.
- Oldeania madagascariensis ((A.Camus) D.Z.Li, Y.X.Zhang & Haev.
- Oldeania marojejyensis ((A.Camus) D.Z.Li, Y.X.Zhang & Haev.
- Oldeania perrieri ((A.Camus) D.Z.Li, Y.X.Zhang & Haev.